# Henri Martin (Politiker)

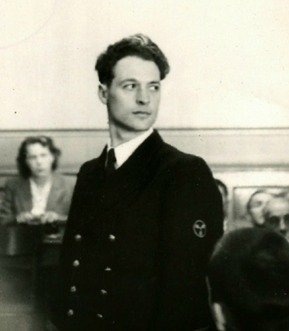
Henri Martin, aufgenommen 1950 im Gerichtssaal während seinem Verfahren

Henri Martin (*  23. Januar 1927 in Lunery; † 17. Februar 2015 in Pantin) war ein französischer Widerstandskämpfer gegen den Nationalsozialismus in der Resistance und Mitglied der Parteiführung der Kommunistischen Partei Frankreichs.

## Leben
Er trat mit 16 Jahren in die Kommunistische Partei Frankreichs (PCF) ein und kämpfte während des Zweiten Weltkriegs in der Résistance gegen die deutsche Okkupation. Anfang 1945 trat er freiwillig für fünf Jahre in die französische Kriegsmarine ein, um bei der Niederwerfung Japans mitzuhelfen. Dort wurde er jedoch nicht mehr eingesetzt. Stattdessen sollte er im Französischen Indochinakrieg gegen Vietnam kämpfen. Er weigerte sich und wurde 1947 nach Frankreich zurückgeschickt. Später wurde Henri Martin zum Direktor der Zentralen Parteihochschule und Mitglied der Parteiführung der PCF.

## Verurteilung und Haft
In Uniform rief Henri Martin andere Matrosen zum Widerstand gegen den Indochinakrieg auf und wurde daraufhin am 14. März 1950 verhaftet, gemeinsam mit seinem Kameraden Charles Heimburger. Wegen „Demoralisierung der Armee“ wurde er von einem französischen Militärgericht zu fünf Jahren Haft verurteilt, vom Vorwurf der Sabotage jedoch freigesprochen. Gegen seine Verurteilung wandte sich eine internationale Protestbewegung. Auch Jean-Paul Sartre setzte sich 1953 in seinem Text Wider das Unrecht. Die Affäre Henri Martin für den Verurteilten ein. Auch aufgrund der Proteste wurde Martin am 2. August 1953 auf Bewährung freigelassen.